# 5,56×45mm NATO
5,56×45mm NATO là loại đạn súng trường tiêu chuẩn của NATO và quân đội nhiều nước khác hiện nay. Loại đạn nay nguyên do Hoa Kỳ phát triển sau khi phát hiện thấy loại đạn 7,62×51mm NATO dùng với súng trường M14 gặp nhiều bất lợi ở chiến tranh Việt Nam. 5,56×45mm NATO được phát triển trên cơ sở loại đạn .223 Remington dùng cho súng AR-15. Khi được giới thiệu, 5,56×45mm NATO trước tiên dùng cho súng M16.

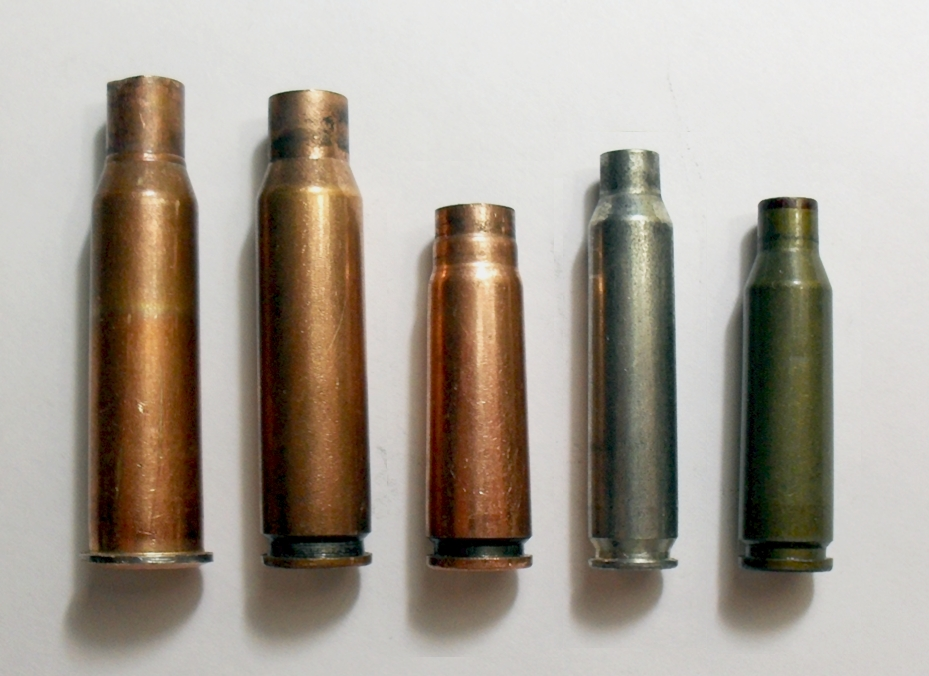
So sánh các cỡ đạn khác nhau. Lần lượt từ trái sang phải là 7.62x54mm R, 7.62x51mm NATO, 7,62×39mm, 5,56×45mm NATO, 5,45×39mm